# Gaiziņkalns
Gaiziņkalns je planinski vrh visok 312 metara i najviši vrh Latvije. Nalazi se u blizini grada Madone u povijesnoj pokrajini Vidzeme u središnjoj Latviji.
Gaiziņkalns je kao najviša točka Latvije bio poznato turističko odredište s nekoliko gostionica, trgovina i hostela. Na vrhu je posebno bio razvijen zimski turizam, jer je brdo oko vrha bilo pogodno za skijanje, daskanje na snijegu i sanjkanje. Kao dio natjecanja s etsonskim najvšim vrhom - Suurom Munamägijem, visokim 318 metara, na vrhu je bio postavljen toranj s vidikovcem. Iako toranj zapravo nikad nije bio dovršen, bio je vrlo popularna turistička znamenitost te je jedno vrijeme na njemu radila i kavana. no, zbog sigurnosnih razloga i loše željezne i čelične konstrukcije, toranj je srušen u prosincu 2012., a ostaci ruševina i građevinski materijal su ubrzo nakon toga uklonjeni.

## Vanjske poveznice
- (engl.) Gaiziņkalns na stranicama latvijskog turističkog portala Latvia travel